# Василистник вонючий
Васили́стник воню́чий (лат. Thalíctrum foétidum) — травянистое растение рода Василистник семейства Лютиковые (Ranunculaceae).
Василистник вонючий обязан своим названием железистому опушению, выделения которого придают растению своеобразный запах.

## Морфология
Корневище короткое, горизонтальное.
Растение коротко железисто и реснитчато опушённое. Стебли 30(20)—50(70) см высотой, зелёные, равномерно и рыхло облиственные.
Листья широкотреугольные, до 20 (25) см длиной и шириной, трижды-четырежды перистые, в очертании широкояйцевидные с округло-яйцевидными, округлые или полусердцевидно-округлые трёхлопастными, опушёнными снизу листочками, на черешках 1—4 см длиной, без прилистников, пластинки их в очертании широкояйцевидные, до 25 см длиной. Листочки, туповато надрезанно-зубчатые, 6—15 мм шириной и такой же длины.
Цветки многочисленные мелкие, правильные, в рыхлой метёлке, на цветоножках 0,5—3 см длиной, поникающие. Околоцветник простой из четырёх—пяти рано опадающих красновато-бурых или фиолетовых листочков 3—4 см длиной. Тычинки многочисленные, в 3 раза превышающие пестик, с тонкими нитями, равными по длине пыльнику (3—5 мм). Пестиков 8—12. Цветёт в июне — июле.
Формула цветка: {\displaystyle \ast P_{4-5}\;A_{\infty }\;G_{8-12}}.
Плодики — многоорешки 2—3,5 мм длиной, сидячие, яйцевидно-продолговатые, продольно-ребристые, железисто-опушённые, с загнутым (прямым) носиком.

## Распространение
Встречается на Кавказе, Урале, в Западной и Восточной Сибири, на Алтае, на Дальнем Востоке, в горах Средней Азии и в Монголии.
Растёт в светлых берёзовых и лиственничных лесах, на опушках и лугах, в степях, по открытым луговым щебнистым или каменистым обрывам и скалам и в арчовниках, в горах до 4000 м над уровнем моря.
На Алтае встречается в юго-восточной части Алтайских гор, причём поднимается иногда выше лесного предела, задерживаясь на южных склонах.

## Химический состав
В траве содержатся кумарины, до 6,5 % сапонинов, свыше 1 % флавоноидов, в том числе рутин, глюкорамнин, около 0,7 % алкалоидов (в том числе алкалоид фетидин), магнофлорин, тальфин, тальфидин, берберин, изоболдин, глауцин, таликмидин, корунин, органические кислоты и 1—2 % дубильных веществ. Свежее растение содержит следы эфирного масла, в состав которого входит камфора. Корни содержат около 1 % алкалоидов. Растение относится к ядовитым.

## Хозяйственное значение и применение
Василистник вонючий охотно поедают овцы, козы и крупный рогатый скот. С целью сохранения зарослей заготовку следует проводить через два года.
Используется в декоративном садоводстве. У василистника вонючего соцветия неброские, зато его крупные кусты, покрытые изящной листвой, декоративны с весны до конца лета.

## Использование в медицине
Растение обладает слабительным, мочегонным, жаропонижающим, успокаивающим, противовоспалительным, антисептическим, кровоостанавливающим, ранозаживляющим действием.
В научной медицине применяется настойка травы василистника вонючего на 70-градусном спирте, назначаемая в качестве гипотензивного средства на ранних стадиях гипертонической болезни. Препарат вызывает расширение сосудов и снижение артериального давления; он обладает малой токсичностью и во многих случаях не уступает по гипотензивному действию препарату раувольфин, к тому же переносится лучше последнего. Назначается также при стенокардии и нарушениях кровообращения.
В тибетской медицине под названием «ове-рен» василистник вонючий применяется при отёках, водянке, гинекологических заболеваниях и сращивании сухожилий, в основном применяется при болезнях печени и гипертонии. Сок, выделяемый из корня этого растения, является эффективным средством для лечения ран.
При варке с последующим настаиванием корней получается краска жёлтого цвета. Этой краской окрашивали шёлк. Существует поверье, что если потереть этой краской глаза, то они никогда не будут болеть.
В народной медицине Сибири василистник вонючий применяется при головных болях, как общеукрепляющее средство и при желудочно-кишечных заболеваниях, как противорвотное (при «надсаде»), как слабительное и противоотёчное. Кроме того, его рекомендуют при лечении язв, ран и травм.
Настой и отвар корней и надземной части растения с цветками благоприятно действует при саркоме и других злокачественных новообразованиях.